# Диманшвил
Диманшвил (фр. Dimancheville) је насељено место у Француској у региону Центар, у департману Лоаре.
По подацима из 2011. године у општини је живело 123 становника, а густина насељености је износила 52,34 становника/km².

## Демографија
| 1962. | 1968. | 1975. | 1982. | 1990. | 2011. |
| ----- | ----- | ----- | ----- | ----- | ----- |
| 71    | 58    | 61    | 58    | 82    | 123   |